# 鎌田迪貞
鎌田迪貞（かまた みちさだ、1934年8月21日 - ）は、日本の実業家であり、九州電力第6代会長である。九州・山口経済連合会会長など様々な役職を務める九州経済界の大物の一人である。趣味は読書とゴルフ、座右の銘は弱者にも配慮した「暖かい志」。2018年春の叙勲で旭日大綬章を受章
。
鎌田迪貞と松尾新吾の間には、眞部利應社長の就任ややらせメール事件後の対応で、確執があったと言われる（下記参照）。

## 生出および学歴
福岡県北九州市出身。1941年（昭和16年）に国民学校に入学。5年生の時に終戦を迎える。
志望校であった福岡県立小倉高等学校は学区外であったが、学区内の禅宗の寺の小僧になり進学した。国語と数学が得意であった。1953年（昭和28年）に福岡県立小倉高等学校（第5期）を卒業。1958年（昭和33年）3月に京都大学経済学部を卒業。

## 松尾新吾との確執
「14人抜き」で話題となった眞部利應社長就任の背景には、鎌田会長と松尾新吾社長の間で確執があったと言われ、鎌田会長は地元財界やマスコミの間で評価が高く「切れ者」と言われる筆頭常務の橋田紘一を推薦していたが、松尾社長は末席の取締役で自分に従順な眞部利應を選んだ。
また、やらせメール事件においても、鎌田相談役と松尾会長、眞部社長の三者会談が開かれ、鎌田は九州電力社内に眞部社長に対する不満が高まっていることを指摘して暗に辞任を迫ったが、松尾会長は「私には私の思いがある」と鎌田の助言を突っぱねたといわれている。

## 職歴
- 1958年（昭和33年）4月 九州電力入社
- 1989年（平成元年）7月 同社理事福岡支店長
- 1991年（平成3年）6月 同社取締役総務部長
- 1994年（平成6年）6月 九州電力常務取締役
- 1995年（平成7年）6月 九州電力代表取締役副社長
- 1996年（平成8年）6月 九州電力代表取締役副社長 立地環境本部長
- 1997年5月28日 日本原燃株式会社の取締役（非常勤）に就任[10]
- 1997年（平成9年）6月 九州電力代表取締役社長
- 2001年6月27日 電気事業連合会の副会長[11]
- 2001年8月21日 財団法人九州システム情報技術研究所の理事[12]
- 2001年（平成13年）10月 九州電力代表取締役社長 情報通信事業推進本部長
- 2002年7月31日 電気事業分科会の委員[13]
- 2003年（平成15年）5月～2009年（平成21年）5月 社団法人 九州・山口経済連合会会長（現九州経済連合会）
- 2003年（平成15年）6月 九州電力第6代会長に就任
- 2003年10月 九州地域戦略会議の副議長[14]
- 2004年4月1日 九州大学 経営協議会の委員[15]
- 2004年10月1日 財団法人2005年日本国際博覧会の理事[16]
- 2005年 一般社団法人 九州ニュービジネス協議会の顧問[17]
- 2005年 財団法人国際東アジア研究センター理事長[18]
- 2006年3月4日 福岡・九州オリンピック招致推進委員会の会長[19]
- 2006年6月 九州経済国際化推進機構の会長となっている[20]。
- 2007年（平成19年）6月 九州電力相談役
- 2007年7月1日 アルゲリッチ芸術振興財団の理事[21]
- 2007年 一般社団法人日本生活文化推進協議会（JLCA）九州の実行委員[22]
- 2007年6月 山口フィナンシャルグループの監査役[23]
- 2007年8月23日 小倉高等学校創立百周年記念事業実行委員会の委員長[7]
- 2007年 一般財団法人 九州地域産業活性化センターの会長となっている[24]
- 2007年12月21日 新福岡空港促進協議会の会長となっている[25]。
- 2008年7月1日 公益財団法人九州大学学術研究都市推進機構の評議員[26]
- 2008年8月 日本ハビタット協会の理事[27]
- 2009年（平成21年）5月 社団法人 九州経済連合会の顧問
- 2009年6月1日 公益財団法人 九州大学学術研究都市推進機構の評議員[28]
- 2010年～2014年 学校法人福岡大学の理事長[29][30]
- 2010年8月24日 プラチナ構想ネットワークの発起人[31]
- 2011年7月26日 九州旅客鉄道の非常勤取締役[32]
- 2012年3月31日 福岡空港ビルディング株式会社の取締役[33]
- 2012年9月12日 一般社団法人 九州ニュービジネス協議会の顧問[34]
- 2012年12月26日 京都大学経済学部同窓会の副会長[35]
- 2013年6月11日 産業遺産国民会議の発起人[36]
- 2013年9月4日 福岡先端システムLSI開発拠点推進会議の会長[37]
- 2013年11月12日 在福岡カナダ名誉領事に就任[38]（2020年12月まで[39]）
- 2013年12月1日 アドバイザリー・コミッティの委員[40]
- 2014年2月20日 フクオカベンチャーマーケット協会の会長[41]
- 2014年6月4日 一般社団法人日本電気協会の会長[42]
- だんだんボックスの発起人[43]
- パサージュ琴海 アイランドゴルフクラブの名誉理事[44]